# Gaurenopsis
Gaurenopsis là một chi bướm đêm thuộc họ Noctuidae.